# FA Cup 2008-2009
La FA Cup 2008-2009 è stata la centoventottesima edizione della competizione calcistica più antica del mondo. Iniziata il 9 agosto 2008, si è conclusa il 30 maggio 2009 con la vittoria del Chelsea per 2-1 nella di Wembley contro l'Everton.

## Calendario
| Round                           | Data                          | Partite | Squadre   | Premio                                      |
| ------------------------------- | ----------------------------- | ------- | --------- | ------------------------------------------- |
| Turno preliminare supplementare | 16 agosto 2008                | 203     | 761 → 558 | £750                                        |
| Turno preliminare               | 30 agosto 2008                | 166     | 558 → 392 | £1.500                                      |
| Primo turno di qualificazione   | 13 settembre 2008             | 116     | 392 → 276 | £3.000                                      |
| Secondo turno di qualificazione | 27 settembre 2008             | 80      | 276 → 196 | £4.500                                      |
| Terzo turno di qualificazione   | 11 ottobre 2008               | 40      | 196 → 156 | £7.500                                      |
| Quarto turno di qualificazione  | 25 ottobre 2008               | 32      | 156 → 124 | £12.500                                     |
| Primo turno                     | 8 novembre 2008               | 40      | 124 → 84  | £20.000                                     |
| Secondo turno                   | 29 novembre 2008              | 20      | 84 → 64   | £30.000                                     |
| Terzo turno                     | 3 gennaio 2009                | 32      | 64 → 32   | £75.000                                     |
| Quarto turno                    | 24 gennaio 2009               | 16      | 32 → 16   | £100.000                                    |
| Quinto turno                    | 14 febbraio 2009              | 8       | 16 → 8    | £200.000                                    |
| Sesto turno                     | 7 marzo 2009                  | 4       | 8 → 4     | £400.000                                    |
| Semifinali                      | 18 aprile 2009 19 aprile 2009 | 2       | 4 → 2     | £1.000.000 (vincente) £500.000 (perdente)   |
| Finale                          | 30 maggio 2009                | 1       | 2 → 1     | £2.000.000 (vincente) £1.000.000 (perdente) |

## Squadre che accedono direttamente al primo turno
Tutte le squadre di Football League One e Football League Two accedono a partire da questo turno:
| - Accrington Stanley - AFC Bournemouth - Aldershot Town - Barnet - Bradford City - Brentford - Brighton & Hove Albion - Bristol Rovers - Bury - Carlisle United - Cheltenham Town - Chester City - Chesterfield - Colchester United - Crewe Alexandra - Dagenham & Redbridge - Darlington - Exeter City - Gillingham - Grimsby Town - Hartlepool United - Hereford United - Huddersfield Town - Leeds Utd | - Leicester City - Leyton Orient - Lincoln City - Luton Town - Macclesfield Town - Milton Keynes Dons - Millwall - Morecambe - Northampton Town - Notts County - Oldham Athletic - Peterborough United - Port Vale - Rochdale - Rotherham United - Scunthorpe United - Shrewsbury Town - Southend United - Stockport County - Swindon Town - Tranmere Rovers - Walsall - Wycombe Wanderers - Yeovil Town |

## Squadre che accedono direttamente al terzo turno
Tutte le squadre di Premier League e Football League Championship accedono a partire da questo turno:
| - Arsenal - Aston Villa - Barnsley - Birmingham City - Blackburn Rovers - Blackpool - Bolton Wanderers - Bristol City - Burnley - Cardiff City - Charlton Athletic - Chelsea - Coventry City - Crystal Palace - Derby County - Doncaster Rovers - Everton - Fulham - Hull City - Ipswich Town - Liverpool - Manchester City | - Manchester Utd - Middlesbrough - Newcastle Utd - Norwich City - Nottingham Forest - Plymouth Argyle - Portsmouth Detentori del titolo - Preston North End - Queens Park Rangers - Reading - Sheffield United - Sheffield Wednesday - Southampton - Stoke City - Sunderland - Swansea City - Tottenham - Watford - West Bromwich Albion - West Ham United - Wigan Athletic - Wolverhampton Wanderers |

## Terzo turno
| Match  | Squadra in casa   | Risultato | Squadra fuori casa | Spettatori |
| ------ | ----------------- | --------- | ------------------ | ---------- |
| 1      | Portsmouth        | 0–0       | Bristol City       | 14.446     |
| Replay | Bristol City      | 0–2       | Portsmouth         | 14.302     |
| 2      | Sheffield Weds    | 1–2       | Fulham             | 18.377     |
| 3      | Preston N.E.      | 0–2       | Liverpool          | 23.046     |
| 4      | Birmingham City   | 0–2       | Wolverhampton      | 22.232     |
| 5      | West Ham Utd      | 3–0       | Barnsley           | 28.869     |
| 6      | Middlesbrough     | 2–1       | Barrow             | 25.132     |
| 7      | Hull City         | 0–0       | Newcastle Utd      | 20.557     |
| Replay | Newcastle Utd     | 0–1       | Hull City          | 31.380     |
| 8      | Hartlepool Utd    | 2–0       | Stoke City         | 5.367      |
| 9      | Chelsea           | 1–1       | Southend Utd       | 41.090     |
| Replay | Southend Utd      | 1–4       | Chelsea            | 11.314     |
| 10     | Manchester City   | 0–3       | Nottingham Forest  | 31.869     |
| 11     | Cardiff City      | 2–0       | Reading            | 12.448     |
| 12     | Ipswich Town      | 3–0       | Chesterfield       | 12.524     |
| 13     | Charlton          | 1–1       | Norwich City       | 12.615     |
| Replay | Norwich City      | 0–1       | Charlton           | 12.615     |
| 14     | West Bromwich     | 1–1       | Peterborough Utd   | 18.659     |
| Replay | Peterborough Utd  | 0–2       | West Bromwich      | 10.735     |
| 15     | Torquay Utd       | 1–0       | Blackpool          | 3.654      |
| 16     | Leyton Orient     | 1–4       | Sheffield Utd      | 4.527      |
| 17     | Southampton       | 0–3       | Manchester Utd     | 31.901     |
| 18     | Millwall          | 2–2       | Crewe Alexandra    | 5.754      |
| Replay | Crewe Alexandra   | 2–3       | Millwall           | 3.060      |
| 19     | Histon            | 1–2       | Swansea City       | 2.821      |
| 20     | Forest Green      | 3–4       | Derby County       | 4.863      |
| 21     | QPR               | 0–0       | Burnley            | 8.896      |
| Replay | Burnley           | 2–1       | QPR                | 3.760      |
| 22     | Leicester City    | 0–0       | Crystal Palace     | 15.976     |
| Replay | Crystal Palace    | 2–1       | Leicester City     | 6.023      |
| 23     | Tottenham         | 3–1       | Wigan              | 34.040     |
| 24     | Cheltenham Town   | 0–0       | Doncaster          | 4.417      |
| Replay | Doncaster         | 3–0       | Cheltenham Town    | 5.345      |
| 25     | Arsenal           | 3–1       | Plymouth           | 59.424     |
| 26     | Kettering Town    | 2–1       | Eastwood Town      | 5.090      |
| 27     | Blyth Spartans    | 0–1       | Blackburn          | 3.445      |
| 28     | Macclesfield Town | 0–1       | Everton            | 6.008      |
| 29     | Watford           | 1–0       | Scunthorpe Utd     | 8.690      |
| 30     | Sunderland        | 2–1       | Bolton             | 20.685     |
| 31     | Coventry City     | 2–0       | Kidderminster      | 13.652     |
| 32     | Gillingham        | 1–2       | Aston Villa        | 10.107     |

## Quarto turno
| Match  | Squadra in casa   | Risultato | Squadra fuori casa | Spettatori |
| ------ | ----------------- | --------- | ------------------ | ---------- |
| 1      | Liverpool         | 1–1       | Everton            | 43.534     |
| Replay | Everton           | 1–0       | Liverpool          | 37.918     |
| 2      | Manchester Utd    | 2–1       | Tottenham          | 75.014     |
| 3      | Hull City         | 2–0       | Millwall           | 18.639     |
| 4      | Sunderland        | 0–0       | Blackburn          | 22.634     |
| Replay | Blackburn         | 2–1       | Sunderland         | 10.112     |
| 5      | Hartlepool Utd    | 0–2       | West Ham Utd       | 6.849      |
| 6      | Sheffield Utd     | 2–1       | Charlton           | 15.957     |
| 7      | Cardiff City      | 0–0       | Arsenal            | 20.079     |
| Replay | Arsenal           | 4–0       | Cardiff City       | 57.237     |
| 8      | Portsmouth        | 0–2       | Swansea City       | 17.357     |
| 9      | Chelsea           | 3–1       | Ipswich Town       | 41.137     |
| 10     | Doncaster         | 0–0       | Aston Villa        | 13.517     |
| Replay | Aston Villa       | 3–1       | Doncaster          | 24.203     |
| 11     | West Bromwich     | 2–2       | Burnley            | 18.294     |
| Replay | Burnley           | 3–1       | West Bromwich      | 6.635      |
| 12     | Torquay Utd       | 0–1       | Coventry City      | 6.018      |
| 13     | Kettering Town    | 2–4       | Fulham             | 5.406      |
| 14     | Watford           | 4–3       | Crystal Palace     | 10.006     |
| 15     | Derby County      | 1–1       | Nottingham Forest  | 32.035     |
| Replay | Nottingham Forest | 2–3       | Derby County       | 29.001     |
| 16     | Wolverhampton     | 1–2       | Middlesbrough      | 18.013     |

## Quinto turno
| Match  | Squadra in casa | Risultato | Squadra fuori casa | Spettatori |
| ------ | --------------- | --------- | ------------------ | ---------- |
| 1      | Sheffield Utd   | 1–1       | Hull City          | 22.283     |
| Replay | Hull City       | 2–1       | Sheffield Utd      | 17.239     |
| 2      | Watford         | 1–3       | Chelsea            | 16.851     |
| 3      | West Ham Utd    | 1–1       | Middlesbrough      | 33.658     |
| Replay | Middlesbrough   | 2–0       | West Ham Utd       | 15.602     |
| 4      | Blackburn       | 2–2       | Coventry City      | 15.053     |
| Replay | Coventry City   | 1–0       | Blackburn          | 22.793     |
| 5      | Derby County    | 1–4       | Manchester Utd     | 32.103     |
| 6      | Swansea City    | 1–1       | Fulham             | 16.573     |
| Replay | Fulham          | 2–1       | Swansea City       | 12.316     |
| 7      | Everton         | 3–1       | Aston Villa        | 35.439     |
| 8      | Arsenal         | 3–0       | Burnley            | 57.454     |

## Sesto turno
| Arbitro: | Steve Bennett |

|  |           |                     |
|  | Marcatori | 15’ Drogba 72’ Alex |

| Arbitro: | Mike Dean |

|  |           |                                           |
|  | Marcatori | 20’ 35’ Tevez 50’ Rooney 81’ Park Ji-sung |

| Arbitro: | Mike Riley |

|                           |           |            |
| Van Persie 74’ Gallas 84’ | Marcatori | 13’ Barmby |

| Arbitro: | Mark Halsey |

|                       |           |             |
| Fellaini 50’ Saha 56’ | Marcatori | 44’ Wheater |

## Semifinali
| Arbitro: | Atkinson |

|             |           |                        |
| Walcott 18’ | Marcatori | 33’ Malouda 84’ Drogba |

| Arbitro: | Riley |

|                                   |                      |                                        |
| Berbatov Ferdinand Vidić Anderson | Tiri di rigore 2 – 4 | Cahill Baines Neville Vaughan Jagielka |

## Finale
| Arbitro: | Howard Webb |

| |            | |
| Drogba 26’ Lampard 72’ | Marcatori  | 1’ Saha |
| · Čech · Bosingwa · Alex · Terry · A. Cole · 61’ Essien · Mikel · Lampard · Anelka · Malouda · Drogba · A disposizione: · Hilário · Ivanović · 61’ Ballack · Di Santo · Kalou · Belletti · Mancienne | Formazioni | · Howard · Hibbert 46’ · Yobo · Lescott · Baines · Osman 82’ · Neville · Pienaar · Cahill · Fellaini · Saha 77’ · A disposizione: · Nash · Jacobsen 46’ · Gosling 82’ · Castillo · Rodwell · Baxter · Vaughan 77’ |
| Guus Hiddink | Allenatori | David Moyes |

| Chelsea | Everton |